# شون ستافورد
شون ستافورد (بالإنجليزية: Shaun Stafford) مواليد 13 ديسمبر 1968 في أوكالا،
هي لاعبة كرة مضرب أمريكية سابقة بدأت مسيرتها كمحترفة سنة 1989 وكانت تلعب باليد اليمنى، اعتزلت اللعب في 1997. أعلى تصنيف لها في الفردي كان المركز الـ 48 في سنة 1990. أعلى تصنيف لها في الزوجي كان المركز الـ 33 في سنة 1994.

## روابط خارجية
- شون ستافورد على موقع رابطة محترفات التنس (الإنجليزية)
- شون ستافورد على موقع الاتحاد الدولي لكرة المضرب (الإنجليزية)
- شون ستافورد على موقع خلاصة التنس.كوم (الإنجليزية)